# Jakara Anthony
Jakara Anthony (Cairns, 8 luglio 1998) è una sciatrice freestyle australiana, specialista nelle gobbe.

## Biografia
Anthony ha ottenuto la sua prima vittoria in Coppa del Mondo il 18 gennaio 2019 a Lake Placid, più tardi nella stagione ha vinto la sua prima medaglia iridata: l'argento nelle gobbe di Park City 2019. Ai Giochi Olimpici di Pechino 2022 ha vinto l'oro. Alla fine della stagione si è aggiudicata la Coppa del Mondo generale di gobbe, successo ripetuto nella stagione 2024.

## Palmarès

### Olimpiadi
- 1 medaglia:
  - 1 oro (gobbe a Pechino 2022)

### Mondiali
- 1 medaglia:
  - 1 argento (gobbe a Park City 2019)

### Coppa del Mondo
- Vincitrice della Coppa del Mondo generale di gobbe nel 2022 e nel 2024
- Vincitrice della Coppa del Mondo di gobbe nel 2023 e nel 2024
- Vincitrice della Coppa del Mondo di gobbe in parallelo nel 2022 e nel 2024
- 43 podi:
  - 23 vittorie
  - 13 secondi posti
  - 7 terzi posti

#### Coppa del Mondo - vittorie
| Data             | Luogo                | Paese       | Disciplina |
| ---------------- | -------------------- | ----------- | ---------- |
| 18 gennaio 2019  | Lake Placid          | Stati Uniti | MO         |
| 17 dicembre 2021 | Alpe d'Huez          | Francia     | MO         |
| 18 dicembre 2021 | Alpe d'Huez          | Francia     | DM         |
| 12 marzo 2022    | Chiesa in Valmalenco | Italia      | DM         |
| 3 dicembre 2022  | Ruka                 | Finlandia   | MO         |
| 10 dicembre 2022 | Idre Fjäll           | Svezia      | MO         |
| 16 dicembre 2022 | Alpe d'Huez          | Francia     | MO         |
| 2 febbraio 2023  | Deer Valley          | Stati Uniti | MO         |
| 2 dicembre 2023  | Ruka                 | Finlandia   | MO         |
| 8 dicembre 2023  | Idre Fjäll           | Svezia      | MO         |
| 15 dicembre 2023 | Alpe d'Huez          | Francia     | MO         |
| 16 dicembre 2023 | Alpe d'Huez          | Francia     | DM         |
| 22 dicembre 2023 | Bakuriani            | Georgia     | MO         |
| 23 dicembre 2023 | Bakuriani            | Georgia     | DM         |
| 19 gennaio 2024  | Val Saint-Côme       | Canada      | MO         |
| 20 gennaio 2024  | Saint-Côme           | Canada      | DM         |
| 26 gennaio 2024  | Waterville Valley    | Stati Uniti | MO         |
| 27 gennaio 2024  | Waterville Valley    | Stati Uniti | DM         |
| 3 febbraio 2024  | Deer Valley          | Stati Uniti | DM         |
| 8 marzo 2024     | Almaty               | Kazakistan  | MO         |
| 9 marzo 2024     | Almaty               | Kazakistan  | DM         |
| 16 marzo 2024    | Chiesa in Valmalenco | Italia      | DM         |
| 6 dicembre 2024  | Idre Fjäll           | Svezia      | MO         |

Legenda:

MO = Gobbe

DM = Gobbe in parallelo